# Jegenstorf
Jegenstorf là một đô thị ở huyện Fraubrunnen tại bang Bern ở Thụy Sĩ. Đô thị này có diện tích 13,49 km², dân số tháng 12 năm 2020 là 5738 người.